# Harry F. Sinclair House
Das Harry F. Sinclair House ist ein denkmalgeschütztes Herrenhaus in Manhattan in New York City, Vereinigte Staaten. Das Bauwerk beherbergt das Ukrainian Institute of America. Es ist im National Register of Historic Places gelistet und ein National Historic Landmark.

## Beschreibung
Das Gebäude steht an der Fifth Avenue, Südecke East 79th Street im Stadtteil Upper East Side. Die Adresse lautet 2 East 79th Street. Direkt gegenüber liegt der Central Park. Ein Block nördlich befindet sich das Metropolitan Museum of Art (The Met).
Das Herrenhaus wurde von C. P. H. Gilbert im eklektischen Stil der französischen Neorenaissance entworfen und von 1897 bis 1899 erbaut. Bauherr war der Industrielle und Museumsmäzen Isaac Dudley Fletcher. Das Gebäude besitzt ein Ziegelmauerwerk, das mit Kalksteinquadern verkleidet ist. Die Nordfassade an der 79th Street enthält den Haupteingang sowie mehrere Fenster in quadratischen Nischen oder halbelliptischen und vollständig gotischen Bögen. Die nur 9,8 m breite Westseite an der Fifth Avenue besitzt gerundete Erker und eine Balustrade. Das Herrenhaus hat 27 Räume auf sechs Etagen mit einer Gesamtfläche von 1900 m².
Isaac Dudley Fletcher ließ das Gebäude als seine Residenz erbauen und bewohnte es bis zu seinem Tod im Jahr 1917. Laut seinem Testament gelangte das Haus und die darin befindliche Gemäldesammlung in den Besitz des Kunstmuseum Metropolitan Museum of Art. Das Museum verkaufte das Gebäude 1918 an des Ölmagnaten Harry Ford Sinclair, nach dem das Herrenhaus schließlich benannt wurde. 1930 verkaufte er es an die direkten Nachkommen von Peter Stuyvesant, die Geschwister Augustus Stuyvesant Jr. und Anne van Horne Stuyvesant, die das Haus bis zu ihrem Tod im Jahr 1938 sowie 1953 bewohnten. Die Nachlassverwalter der Stuyvesants verkauften das Sinclair House 1954 an eine Investorengruppe, die es 1955 an das Ukrainian Institute of America (UIA) weiterverkauften.

## Ukrainisches Institut
Das Ukrainian Institute of America (UIA) ist eine gemeinnützige Organisation, die 1948 vom ukrainischen Geschäftsmann William Dzus zur Förderung der ukrainischen Kultur gegründet wurde. Die UIA bewahrte möglicherweise so das Gebäude vor dem Abriss, da zu dieser Zeit mehrere Villen an der Fifth Avenue abgerissen wurden. Am 2. Juni 1978 wurde das Harry F. Sinclair House in das National Register of Historic Places eingetragen sowie zur National Historic Landmark erklärt. Von 1996 bis 2009 unterzog die UIA dem Gebäude mit Hilfe von Fördergeldern sowie Eigenmitteln einer umfassenden Renovierung, die unter anderem das Dach, die Entwässerung, die Hauselektrik und Sanitäranlagen betrafen. Das Harry F. Sinclair House konnte innen wie außen seine ursprüngliche Gestalt seit seiner Erbauung bis in die Gegenwart bewahren. Das Institut gewährt der Öffentlichkeit kostenlos, die erhaltene Innenausstattung eines der letzten Herrenhäuser aus der Zeit des vergoldeten Zeitalters der Stadt zu besichtigen sowie Ausstellungen zu besuchen.

## Galerie

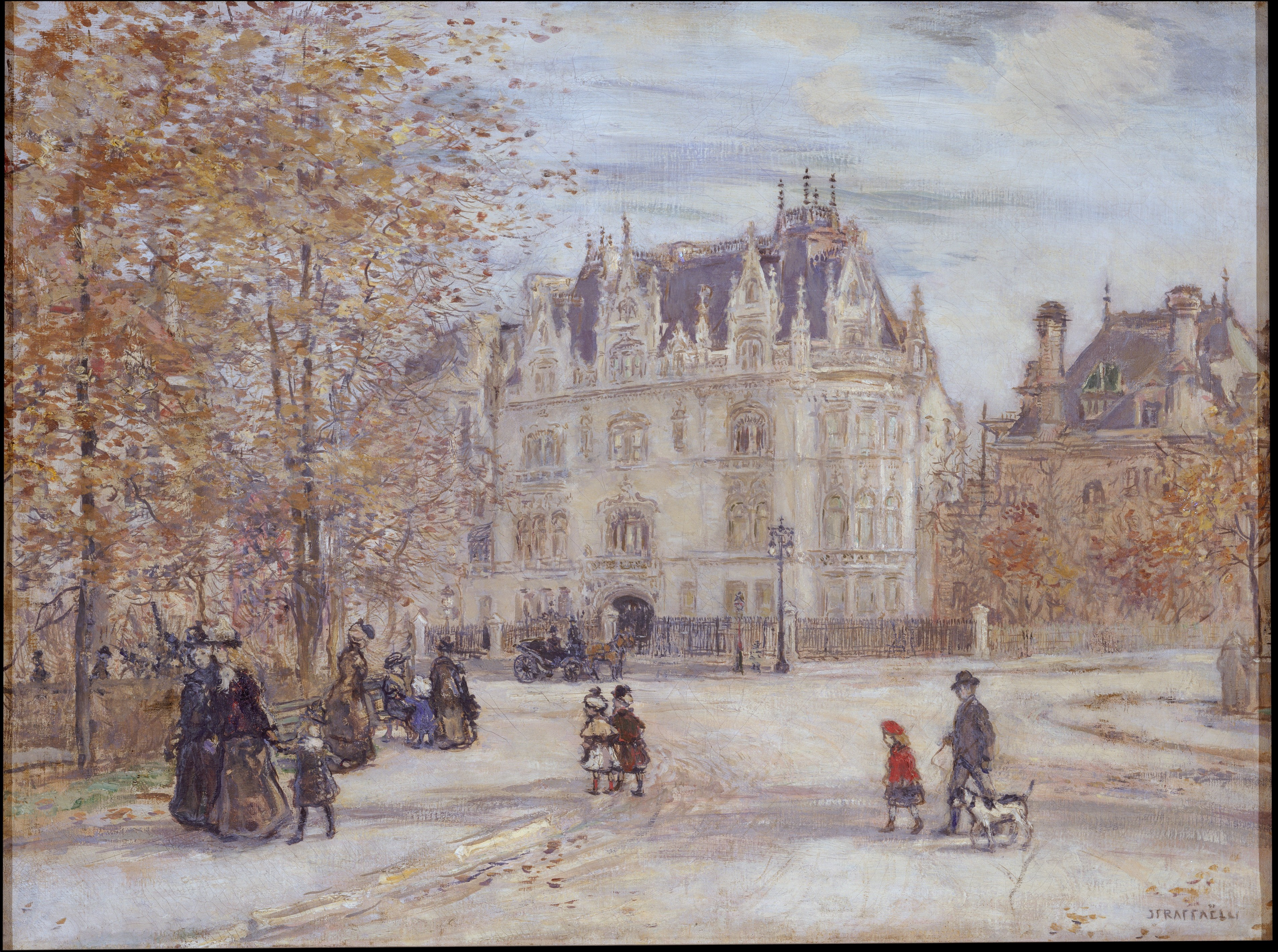
Die Villa auf einem Gemälde von Jean-François Raffaëlli (1899)
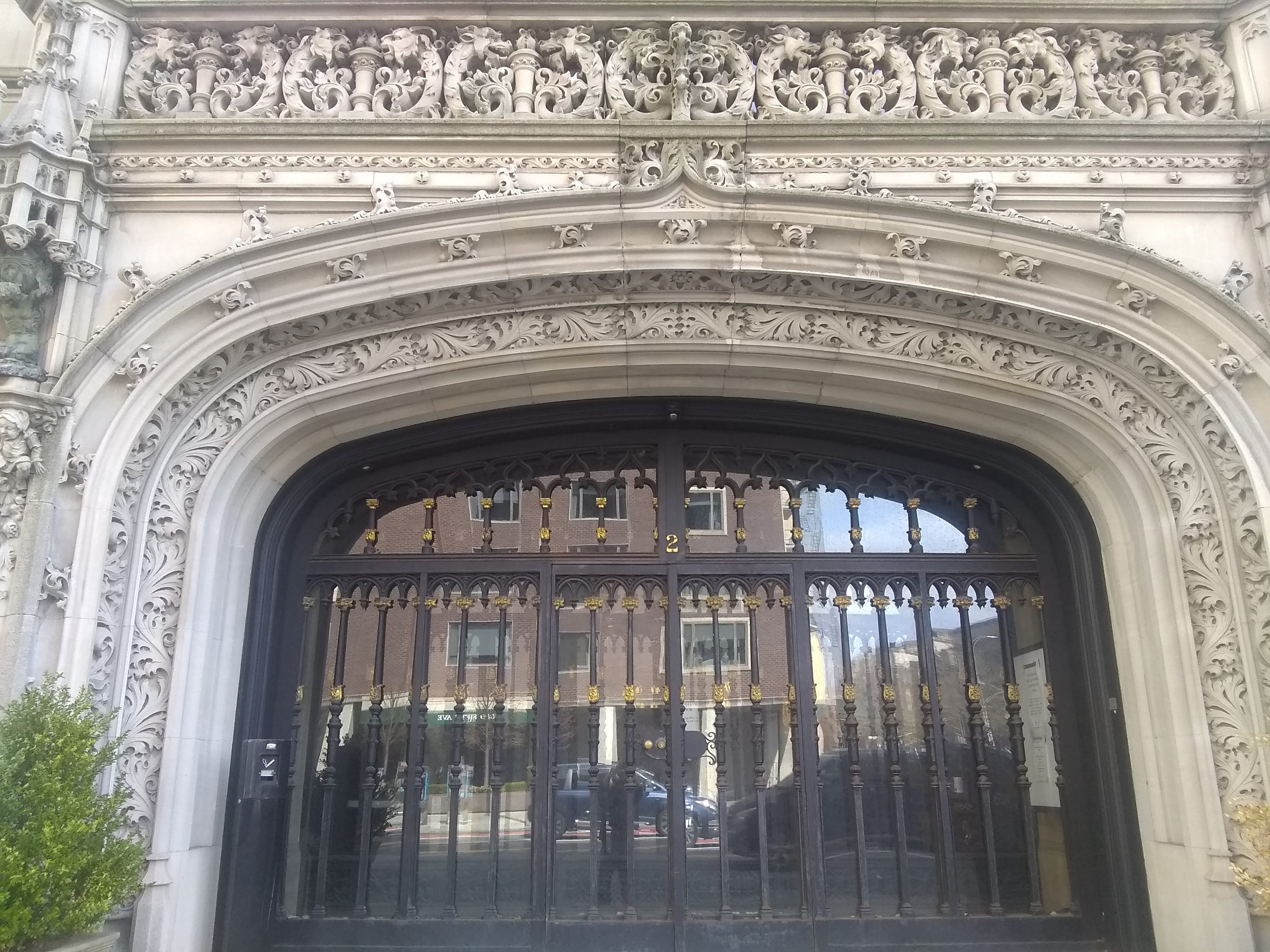
Haupteingangsportal
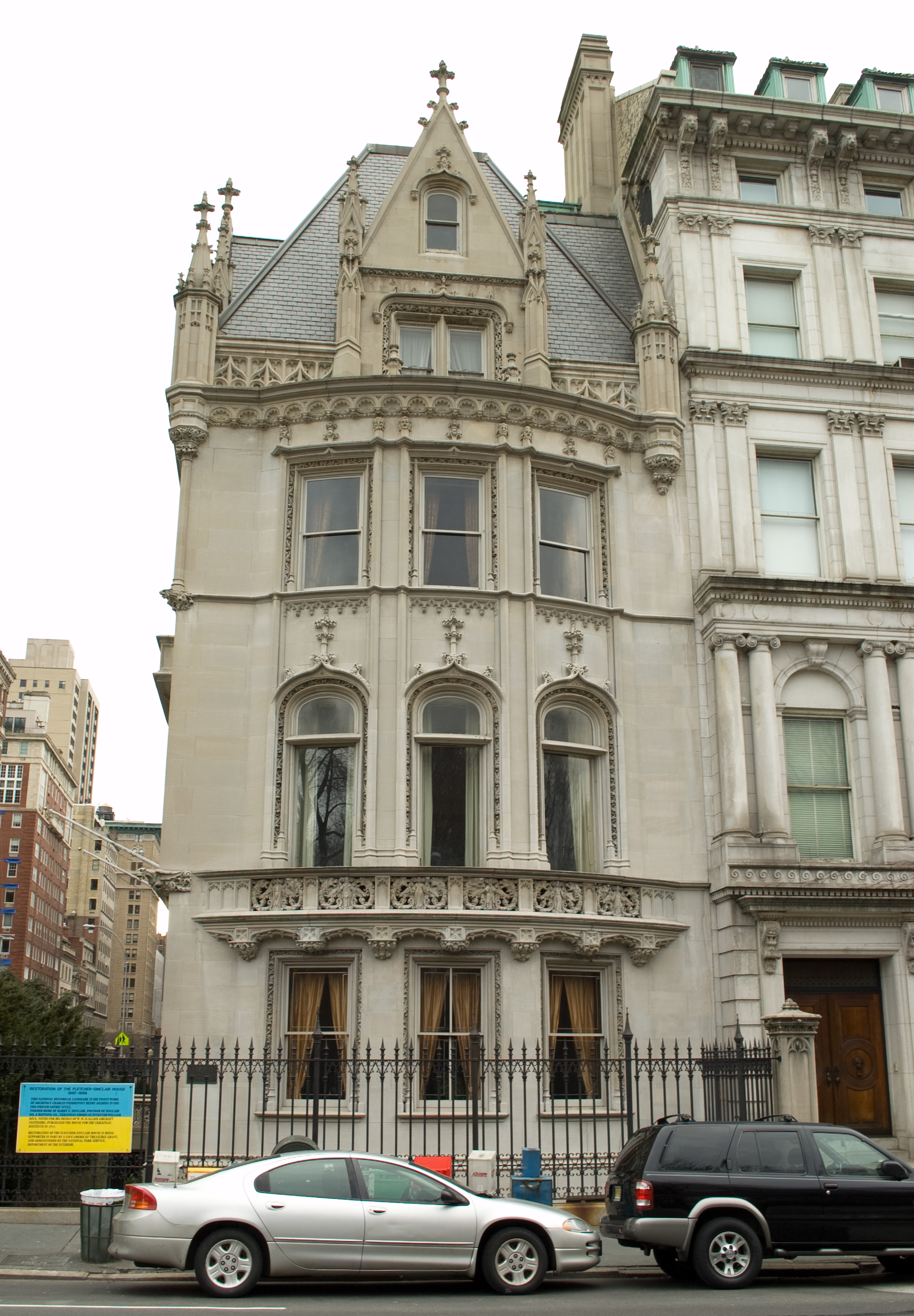
Fassade an der Fifth Avenue
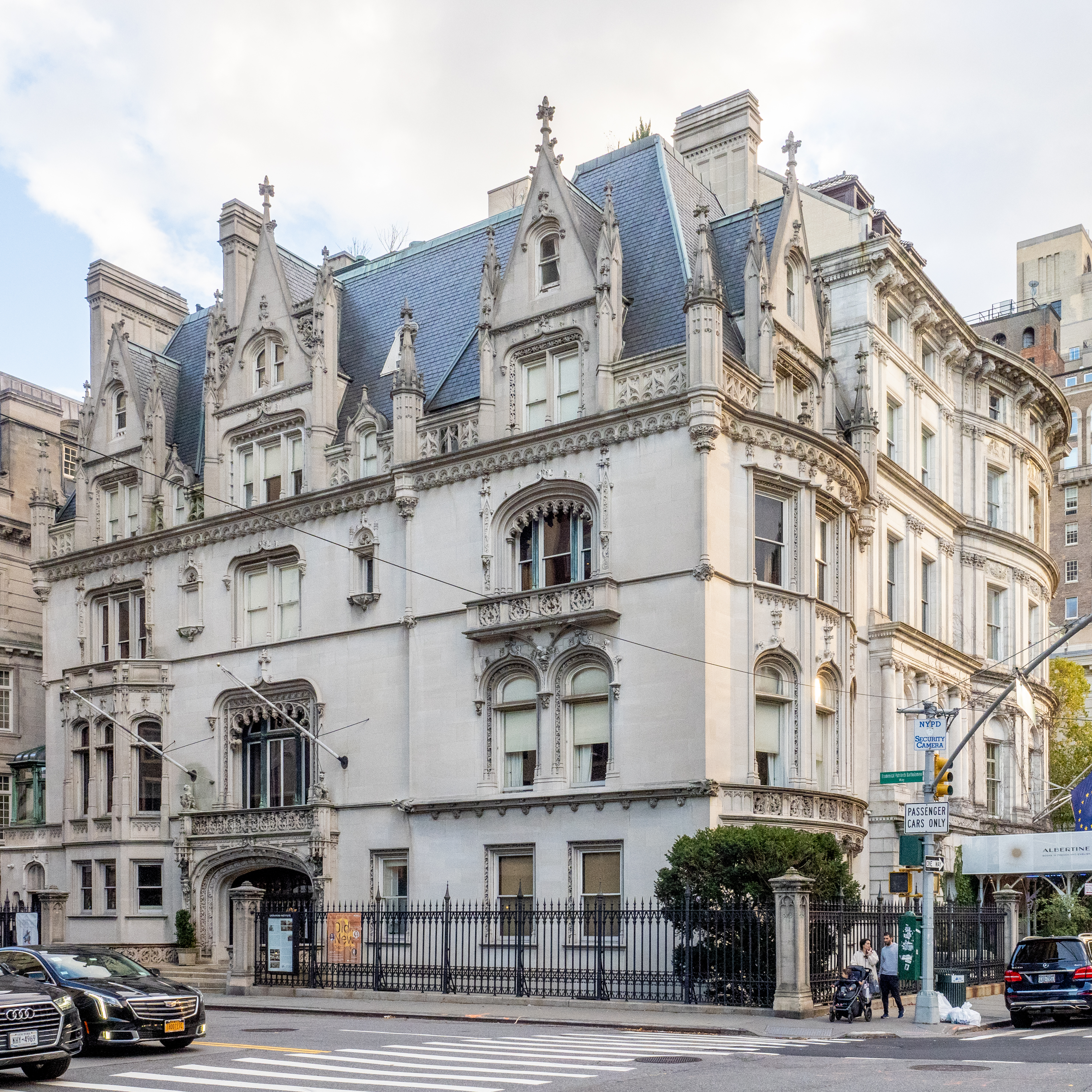
Ansicht von der Fifth Avenue